# Get Your Man (film 1921)
Get Your Man è un film muto del 1921 diretto da George W. Hill e da William K. Howard.

## Trama
In un villaggio minerario, lo scozzese Jock MacTier salva la vita a un suo rivale in amore, Arthur Whitman. Deluso perché Margaret, la ragazza di cui è innamorato, sposa Whitman, Jock parte per il Canada, dove si arruola nelle Giubbe rosse. In America, conosce Lenore De Marney e, quando in Canada arriva anche Whitman, che si è appropriato indebitamente dei fondi che gli erano affidati in qualità di ufficiale pagatore, Jock entra in conflitto con lui che vuole derubare De Mornay, il padre d Lenore. Dopo una sparatoria durante la quale il vecchio De Mornay resta ucciso, Jock - aiutato da Lenore - cattura Whitman. Uniti dalle avventure passate insieme, il rapporto tra Jock e Lenore si trasforma in amore.

## Produzione
Il film fu prodotto dalla Fox Film Corporation.

## Distribuzione
Il copyright del film, richiesto dalla Fox Film Corp., fu registrato il 22 maggio 1921 con il numero LP16643. Lo stesso giorno, il film - presentato da William Fox - fu distribuito dalla Fox Film Corporation nelle sale cinematografiche statunitensi.